# Bradycellus neglectus
Bradycellus neglectus är en skalbaggsart som beskrevs av Leconte 1948. Bradycellus neglectus ingår i släktet Bradycellus och familjen jordlöpare. Inga underarter finns listade i Catalogue of Life.